# Prochiloneurus clavatus
Prochiloneurus clavatus är en stekelart som först beskrevs av Girault 1915.  Prochiloneurus clavatus ingår i släktet Prochiloneurus och familjen sköldlussteklar. Inga underarter finns listade i Catalogue of Life.